# 211
Рік темного металевого зайця за Шістдесятирічним циклом китайського календаря.
В Римській імперії зміна імператорів. У Китаї продовжується криза династії Хань, найбільшою державою на території Індії є Кушанська імперія, у Персії доживає останні роки Парфянське царство.
На території лісостепової України Черняхівська культура. У Північному Причорномор'ї готи й сармати.

## Події
- 4 лютого — В Ебураці (сучасний Йорк) під час воєнної кампанії проти каледонців, що почалась в 208 році, на 64-у році життя помер римський імператор (з 193) Септимій Север.
- Після смерті Септимія Севера співправителями стають його сини — Каракалла та Гета.
- 26 грудня Каракалла вбиває брата і стає одноосібним правителем Римської імперії.
- Ардашир І, засновник династії Сассанідів починає правління в частині Персії.

## Померли
- Римський імператор Септимій Север.
- Римський імператор Публій Септимій Гета.